# مدل ان‌کیواس
مدل NQS نوعی مدل شبیه‌سازی ترانزیستورهای اثر میدان است که جهت بررسی وتحلیل سیگنال‌های آنالوگ و ترکیبی (آنالوگ و دیجیتال) در طراحی آی سی بکار می‌رود.
NQS به معنای: مدل متفاوت با حالت عادی می‌باشد. (NQS - Non-Quasi Static model)
معمولاً از این مدل در حالتی استفاده می‌کنند که ترانزیستور در ناحیه‌های مرزی فرکانسی خود باشد.<http://ekv.epfl.ch/files/content/sites/ekv/files/pdf/porret01.pdf/>